# Сера ди Понте Требија (Ђенова)
Сера ди Понте Требија је насеље у Италији у округу Ђенова, региону Лигурија.
Према процени из 2011. у насељу је живело 6 становника. Насеље се налази на надморској висини од 776 м.